# یوسف خان ارمنی
یوسف خان ارمنی یکی از غلمان و مقامات صفوی با اصالت ارمنی و بیگلربیگ گرگان (۱۶۰۴)، شماخی (۱۶۱۰-?) و شیروان (۱۶۱۰–۱۶۲۴) در زمان حکومت شاه عباس (ح. ۱۵۸۸–۱۶۲۹) بود.